# SV Elversberg
SV Elversberg is een Duitse voetbalvereniging uit de gemeente Spiesen-Elversberg in Saarland. Zwart en wit zijn de clubkleuren. Dankzij financiële injecties heeft de voormalige dorpsclub zich in de laatste jaren opgewerkt in de voetbalpiramide.

## Geschiedenis
De vereniging werd in 1907 als FV Germania Elversberg opgericht, in 1914 opgeheven en in 1918 als Sportvereinigung VfB Elversberg heropgericht. Na de Tweede Wereldoorlog smolten alle sportverenigingen in Elversberg tot Sportgemeinde Elversberg samen, waaruit in 1952 de huidige SV (eerste onder de naam SV Elversberg VfB 07) werd afgesplitst.
In 1921 promoveerde de club naar de hoogste klasse van de Rijnhessen-Saarcompetitie, die uit vier reeksen bestond en over twee seizoenen werd teruggebracht naar één reeks. Elversberg werd zesde op acht clubs en overleefde de eerste schifting niet. Van 1951 tot 1960 en in 1962/63 speelde de club in de Amateurliga Saarland, de derde klasse.
Het duurde tot 1980 alvorens de club de lagere amateurdivisies ontsteeg. In dat jaar promoveerde de vereniging voor het eerst naar de Oberliga Südwest. In 1994 promoveerde de club weer naar de Oberliga, om twee jaar later zelfs naar de Regionalliga te stijgen, waaruit men in het eerste jaar prompt degradeerde, om in 1996 opnieuw van de partij te zijn. Sindsdien werd SV Elversberg een vaste deelnemer aan de Regionalliga West/Südwest, tegenwoordig Regionalliga Süd.
In 2013 werd de club kampioen en kon via de eindronde promoveren naar de 3. Liga. Na één seizoen degradeerde SVE. Vervolgens speelden ze weer jaren in de Regionalliga Südwest met hoge posities om in 2022 weer te promoveren naar de 3. Liga waar het meteen het kampioenschap behaalde. In het seizoen dat volgde promoveerde SVE voor het eerst in de geschiedenis naar de 2. Bundesliga door wederom een kampioenschap. In het tweede seizoen in de 2.Bundesliga plaatste de club zich voor de promotie/degradatie play off tegen de nummer zestien van de Bundesliga 1. FC Heidenheim.

## Stadion
De club speelt in de Ursapharm-Arena an der Kaiserlinde, vroeger geheten: Waldstadion Kaiserlinde. Dit stadion biedt plaats aan 10.000 toeschouwers.

## Overzichtslijsten
| Niveau | Aantal | Periode (1978-2026)                                              |
| ------ | ------ | ---------------------------------------------------------------- |
| II     | 3      | 2023-....                                                        |
| III    | 20     | 1980-1987, 1996-1997, 1998-2008, 2013-2014, 2022-2023            |
| IV     | 22     | 1979-1980, 1987-1989, 1991-1996, 1997-1998, 2008-2013, 2014-2022 |
| V      | 3      | 1978-1979, 1989-1991                                             |

### Eindklasseringen vanaf 1994 (grafisch)
- 1994 1e
Niveau 5
- 1995 14e
Oberliga
- 1996 1e
Oberliga
- 1997 18e
Regionalliga
- 1998 1e
Oberliga
- 1999 12e
Regionalliga
- 2000 12e
Regionalliga
- 2001 14e
Regionalliga
- 2002 11e
Regionalliga
- 2003 14e
Regionalliga
- 2004 12e
Regionalliga
- 2005 10e
Regionalliga
- 2006 9e
Regionalliga
- 2007 9e
Regionalliga
- 2008 15e
Regionalliga
- 2009 11e
Regionalliga
- 2010 7e
Regionalliga
- 2011 11e
Regionalliga
- 2012 13e
Regionalliga
- 2013 2e
Regionalliga
- 2014 18e
3. Liga
- 2015 3e
Regionalliga
- 2016 2e
Regionalliga
- 2017 1e
Regionalliga
- 2018 5e
Regionalliga
- 2019 4e
Regionalliga
- 2020 3e
Regionalliga
- 2021 2e
Regionalliga
- 2022 1e
Regionalliga
- 2023 1e
3. Liga
- 2024 11e
2. Bundesliga
- 2025 3e
2. Bundesliga

- Niveau 2
- Niveau 3
- Niveau 4
- Niveau 5

| Legenda niveautijdlijn | Legenda niveautijdlijn      | Legenda niveautijdlijn      | Legenda niveautijdlijn      | Legenda niveautijdlijn    | Legenda niveautijdlijn |
| Liga                   | Seizoen 1963/64 t/m 1973/74 | Seizoen 1974/75 t/m 1993/94 | Seizoen 1994/95 t/m 2007/08 | Seizoen 2008/09 tot heden | Opmerking              |
| ---------------------- | --------------------------- | --------------------------- | --------------------------- | ------------------------- | ---------------------- |
| Bundesliga             | Niveau I                    | Niveau I                    | Niveau I                    | Niveau I                  |                        |
| 2. Bundesliga          | --                          | Niveau II                   | Niveau II                   | Niveau II                 |                        |
| 3. Liga                | --                          | --                          | --                          | Niveau III                |                        |
| Regionalliga           | Niveau II                   | --                          | Niveau III                  | Niveau IV                 |                        |
| Oberliga               | --                          | Niveau III *                | Niveau IV                   | Niveau V                  | * vanaf 1978/79        |

## Bekende (oud-)spelers
- Maurice Deville
- Stéphane Gillet
- Mijo Tunjić
- Pim Balkestein